# Ahmed Lahlimi Alami
Pour les articles homonymes, voir Alami.
Ahmed Lahlimi Alami est né le 15 mars 1939 à Marrakech, Maroc. 
Economiste de formation et d'une obédience de gauche, ancien Ministre (1998-2002), il a dirigé le Haut-commissariat au plan (HCP) de 2003 à 2024. 
Ancien chercheur et professeur de géographie économique à la faculté de Rabat, il a été l’un des Ministres les plus influents du gouvernement dit d’alternance puis a passé plus de 20 ans en tant que Haut-commissaire au plan (avec rang de Ministre).
Auparavant, il a été plusieurs fois Secrétaire Général de Ministères et a passé plus de vingt ans à la Caisse nationale du crédit agricole (CNCA) en tant que Directeur Général Adjoint et consultant pour divers organismes internationaux dont l’organisation des Nations Unies. 
Dans ses premières années, il a été vice-président de l'UNEM et ancien membre de la commission centrale et du secrétariat du bureau politique de l'USFP.
Il a été décoré par SM le Roi Mohamed VI du Grand Cordon du Wissam Al Arch, faisant ainsi partie des 16 personnalités nationales et internationales titulaires de la plus haute distinction du pays.

## Parcours
Ahmed Lahlimi Alami effectue ses études à Fès et à Rabat entre 1958 et 1963. Il entre en politique au sein de l’Union nationale des étudiants du Maroc.
Titulaire d’un diplôme d’études supérieures en géographie économique de l’Université de Bordeaux, puis enseigne, en tant que Professeur, à l’université de Rabat.
Il devient directeur des études techniques et économiques, puis directeur général adjoint de la Caisse nationale du crédit agricole (CNCA).
En 1971, il est nommé secrétaire général au ministère du Tourisme puis il occupe, par la suite, la même fonction au ministère du Plan et du Développement régional.
En 1983, Proche d’Abderrahim Bouabid, il prend la tête du cabinet de ce dernier lorsqu'il devient ministre d’État. 
Après la mort du chef de la gauche, en 1992, il anime un temps, en tant que Président, la fondation pour la science et la culture qui porte son nom.
En février 1998, tout juste rentré d’exil, Abderrahman El Yousoufi, le successeur de Bouabid, est chargé par le roi de former un gouvernement d’alternance. 
Lahlimi en est la véritable cheville ouvrière  
Bien qu’officiellement il soit à la tête du ministère des Affaires générales du gouvernement, qu’il ne tarde pas à le cumuler avec les ministères des affaires économiques, de l’Économie sociale, des PME et de l’Artisanat, postes qu’il conservera jusqu’aux élections législatives de 2002, il est considéré alors comme un véritable Vice Premier Ministre, tant il cumule de prérogatives et est chargé des dossiers les plus sensibles. 
Il a réussi à inscrire à son actif quelques-unes des lois fondamentales du Maroc, notamment la loi sur la concurrence et sur la liberté des prix en 2000 et la charte nationale de promotion des PME, qui donne pour la première fois, une définition juridique de la PME, lui dédie une agence spécialisée et lui accorde des avantages institutionnels et fiscaux. 
Il a été le premier initiateur d'une vaste action de lutte contre la pauvreté et de moralisation de la vie publique dans le cadre d'une commission nationale regroupant les représentants de l'administration, de l'entreprise et de la société civile. 
On lui doit également le livre blanc de l'artisanat, des textes qui donnent une définition juridique de l'artisanat d'art, l'artisanat de production et l'artisanat de services et qui prévoient une organisation et des attributions nouvelles des chambres de l'artisanat.
Lors de l’arrivée de Driss Jettou à la primature, il s’efface au même titre que Abderrahman El Yousoufi, dont il reste particulièrement proche, mais dès l’année suivante, il est chargé par SM le ROI Mohammed VI de redonner vie au Ministère du Plan à travers le Haut Commissariat Plan, où il lance notamment le recensement général de la population et de l'habitat en 2004, celui de 2014 puis celui de 2024 ainsi qu’un vaste programme de prospective sur le Maroc 2030 qui restera une référence nationale de travaux de recherche prospective sur l’avenir du Maroc.
Il est crédité d’avoir assuré à cette institution une indépendance incontestable, dont la production statistique, les études sur la pauvreté et les inégalités sociales, et les évaluations des politiques publiques lui valent de fréquents conflits avec les gouvernements successifs. 
le HCP, sous sa houlette, est devenu l'un des partenaires actifs d'organismes internationaux les plus prestigieux, en particulier la division de la statistique des Nations unies, le PNUD, l'OCDE, l'Union Européenne, le FMI, la Banque mondiale etc.
Le 22 octobre 2024, après 21 ans à la tête du haut-commissariat au plan, il est remplacé par Chakib Benmoussa.
Il a été décoré par SM le Roi Mohamed VI du Grand Cordon du Wissam Al Arch.